# Peter Schmiedel
Peter Schmiedel (* 24. September 1929 in Dresden; † 3. Mai 1997 in Admont, Steiermark) war ein deutscher Maler.

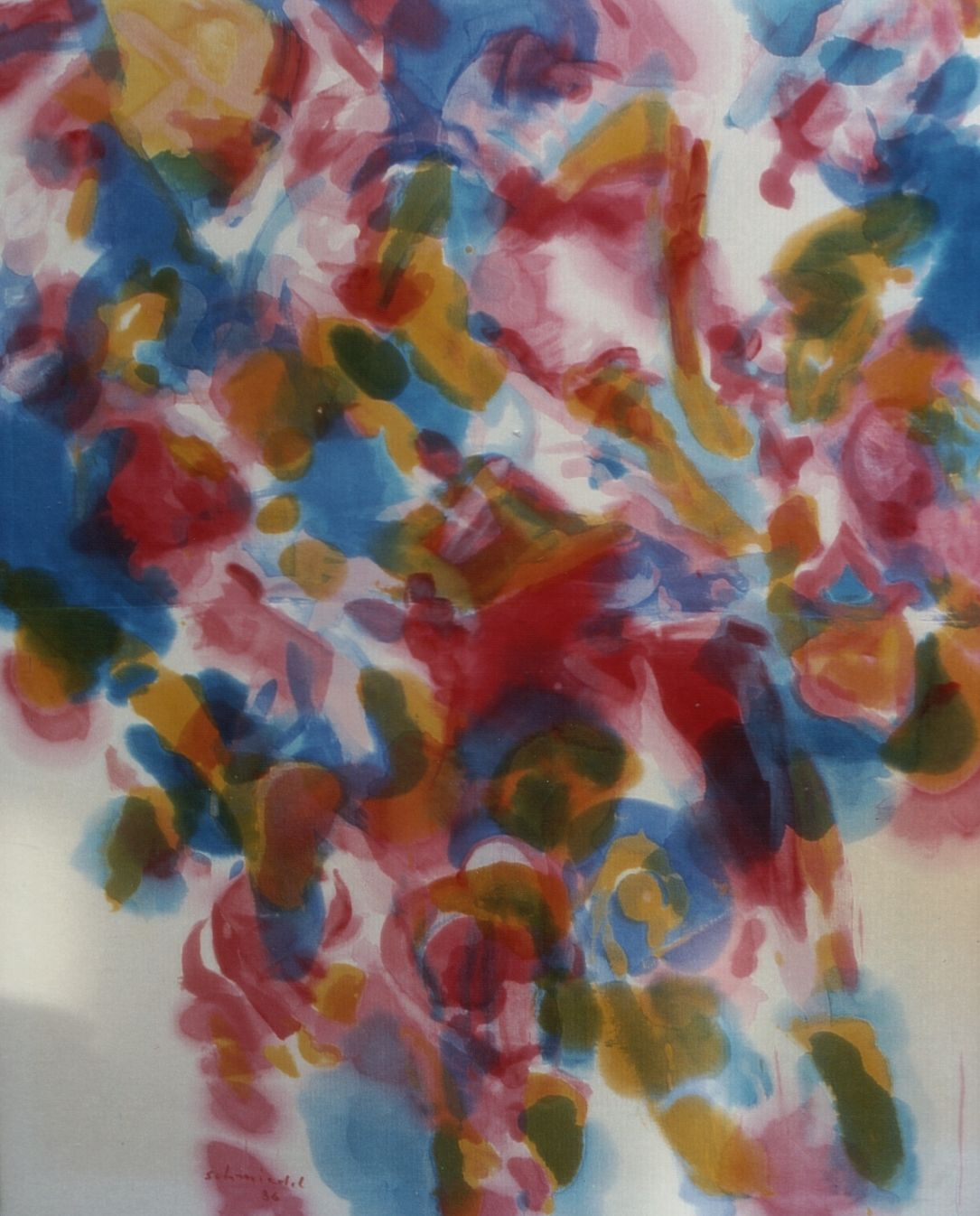
Ohne Titel, undatiert, 130 × 107 cm, Leinwand; Werk 235

## Leben
Schmiedel besuchte in Dresden die Waldorf-Schule bis zu deren Verbot. Er musste die Bombardierung der Stadt als Jugendlicher am Neustädter Bahnhof miterleben, was ihn für sein Leben prägte. 1949 machte er das Abitur und trat kurz danach aus politischen Gründen aus der FDJ aus, so dass er in der DDR nicht mehr studieren durfte. Deshalb ging er 1950 zur Hochschule für Bildende Künste Berlin, wo er bei Alexander Camaro und Hans Uhlmann Malerei studierte und 1955 bei Uhlmann Meisterschüler wurde.
1971 erhielt er an der Hochschule für Bildende Künste Berlin, die 1975 mit anderen Instituten zur Hochschule der Künste Berlin fusionierte, eine Professur am Fachbereich Visuelle Kommunikation, wo er Malerei und Graphik unterrichtete. Er lebte zurückgezogen als freischaffender Künstler in Berlin, nach seiner Pensionierung in der Obersteiermark, wo er auch 1997 starb.

## Werk
Peter Schmiedel setzte sich als Maler des Informel hauptsächlich mit den drei Grundfarben blau, gelb und rot auseinander, die er – von Goethes Farbenlehre herkommend – in fast allen seinen Arbeiten, vor allem in Aquarellen, Gemälden und Holzschnitten verwendete. Die eher etwas gedeckten Farben der fünfziger Jahre wurden durch leuchtendere ersetzt, schwarz trat danach in seinen farbigen Arbeiten nicht mehr auf.
Später traten auch figürliche Elemente wie Landschaften, Wolken oder Figuren auf. Letztere realisierte er als Meisterschüler eines Bildhauers auch in Holz. In seinen zahlreichen schwarz-weißen Arbeiten versuchte er, weiter „die bildraumschaffenden Energien der aus der Farbe gewonnenen Form“ wie in seinen farbigen Arbeiten umzusetzen.

## Ausstellungen

### Werke in öffentlichen Sammlungen
- Artothek Berlin – Graphik, Holzschnitte (zum Ausleihen)
- Bildungshaus Salzburg St. Virgil – Zehn großformatige Aquarelle im Speisesaal
- Berlinische Galerie, Berlin
- Brooklyn Museum of Arts, New York
- Haus Kley, Dortmund
- Jugendfreizeitheim Berlin-Charlottenburg, Halemweg (Wandplastik aus Holz, vermutlich zerstört)
- Märkisches Museum, Witten/Ruhr
- Staatliche Kunstsammlungen Kassel

### Einzelausstellungen
- 1979 Siemens Fernschreiberwerk, Berlin
- 1980 Neuer Berliner Kunstverein, Berlin
- 1987 Kunsthistorisches Museum des Benediktinerstiftes Admont, Steiermark
- 2014 Galerie Irene Lehr, Berlin
- 2017 Galerie Kopriva, Krems

### Gruppenausstellungen und Ausstellungsbeteiligungen
- 1964 1. Internationale der Zeichnung, Darmstadt
- 1966 Junge Berliner Künstler, Basel
- 1972 Die Moderne in Deutschland, Kunstverein Kassel
- 1979 Two Berliners (mit Harold Fridley), Denton, Texas
- 1989 Eberhard Roters zu Ehren, Berlin
- 1990 Ausgebürgert, Dresden

## Bücher
- Peter Schmiedel: Farben. Schriften aus der Galerie Seide; Galerie Seide, Hannover 1960
- Peter Schmiedel: Arbeiten von 1953–1980; Berliner Künstler der Gegenwart, 39; Neuer Berliner Kunstverein, Berlin 1980
- Peter Schmiedel: Aquarelle. Arbeiten aus vier Jahrzehnten; Berlin 1994